# Der Klosterjäger (1920)
Der Klosterjäger ist ein deutsches Stummfilm-Alpendrama aus dem Jahre 1920 mit Peter Ostermayr. Es handelt sich dabei um eine der ersten Verfilmungen eines Werks von Heimatdichter Ludwig Ganghofer.

## Handlung
Im bayerischen Alpengebiet während des Mittelalters. Jäger Haymo wird von Heinrich von Inzing, dem Probst des naheliegenden Augustiner-Klosters, beauftragt, die klostereigenen Wildbestände zu bewachen, da in letzter Zeit verstärkt Tiere Wilderern zum Opfer fallen. Vor allem Steinböcke werden bejagt, denn ein Aberglaube besagt, dass deren Innereien auf Kranke heilend wirken können. Auf einem Kontrollgang durch sein Revier lernt Haymo eines Tages Gittli kennen, angeblich die jüngere Schwester von Wolfrat Polzer, dem Salzsieder (auch Sudmann genannt) der Gegend. Beide finden rasch Gefallen aneinander. Polzer hingegen macht sich gerade große Sorgen um seine moribunde Tochter Mariele. Da er nur über ein geringes Einkommen verfügt, kann er nicht für eine angemessene medizinische Behandlung Marieles sorgen.
Und so lässt sich Polzer darauf ein, im Auftrag seines wohlhabenden Nachbarn, des Eggebauern, einen Steinbock zu schießen. Der Eggebauer glaubt, mit dem Herz des Wildtieres seiner Frau, die gleichfalls schwer krank ist, helfen zu können. Polzer selbst klammert sich gleichfalls an den Aberglauben, denn auch er will Organteile des erlegten Bocks zur Heilung Marieles einsetzen. Als Sudmann Polzer das Tier schießen will, wird er jedoch vom Klosterjäger Haymo, der sich bereits auf die Lauer gelegt hat, ertappt. In Panik greift Polzer Haymo an und sticht ihn nieder. Dann flieht er. Die noble Gittli, die sich schließlich als Grafentochter entpuppt und lediglich als Polzers Ziehtochter erweist, findet ihren verletzten Geliebten und sorgt dafür, dass er wieder genesen kann. Derweil gesteht Polzer, vom schlechten Gewissen geplagt, dem Klostervorsteher seine Missetat(en). 

## Produktionsnotizen
Der Klosterjäger entstand im Sommer 1920, passierte die Filmzensur am 7. Oktober desselben Jahres und wurde am 26. November 1920 uraufgeführt. Der Vierakter mit einem Vorspiel besaß eine Länge von 1470 Meter.

## Kritik
In Wiens Neue Kino-Rundschau meinte, Regisseur Peter Ostermayr habe „es verstanden, durch geschicktes Auswählen von herrlichen Naturszenerien die Handlung tatkräftigst zu unterstützen“. Auch habe „der Photograph eine schöne Leistung geschaffen.“